# Amt Ebeleben
Das Amt Ebeleben war eine territoriale Verwaltungseinheit der 1697 in ein reichsunmittelbares Fürstentum umgewandelten Grafschaft Schwarzburg-Sondershausen. Im Gegensatz zur restlichen Schwarzburg-Sondershäuser Unterherrschaft blieb die Landesoberherrschaft des Kurfürstentums Sachsen über das Amt Ebeleben nach der Erhebung von Schwarzburg-Sondershausen zum reichsunmittelbaren Fürstentum bestehen und endete erst nach dem Schiedsspruch des Wiener Kongresses im Jahr 1815.

## Geographische Lage
Das Gebiet des Amts Ebeleben befand sich südwestlich der Stadt Sondershausen im Südwesten der Schwarzburg-Sondershäuser Unterherrschaft am Rand des Thüringer Beckens. Es war im Nordosten von der Hainleite, im Nordwesten vom Dün und im Süden von den Heilinger Höhen umgeben. Eine Exklave bildete der Ort Bothenheilingen östlich von Mühlhausen/Thüringen.
Vier Orte des Amts Ebeleben liegen heute im nordthüringischen Kyffhäuserkreis. Bothenheilingen gehört dem Unstrut-Hainich-Kreis an.

## Angrenzende Herrschaften
Das Amt Ebeleben gehörte zur Schwarzburg-Sondershäuser Unterherrschaft. Die Exklave Bothenheilingen lag südwestlich des Amts und war zu drei Seiten vom kursächsischen Amt Langensalza umgeben, im Norden grenzte eine Exklave (Amt Volkenroda) des Herzogtums Sachsen-Gotha-Altenburg an.
|                                                                            | Fürstentum Schwarzburg-Sondershausen        |                                      |
| Fürstentum Schwarzburg-Sondershausen                                       | Kompassrose, die auf Nachbargemeinden zeigt | Fürstentum Schwarzburg-Sondershausen |
| Fürstentum Schwarzburg-Rudolstadt (Exklave Schlotheim der Unterherrschaft) | Fürstentum Schwarzburg-Sondershausen        |                                      |

## Geschichte
Erste urkundliche Erwähnungen von Orten im Gebiet des späteren Amts Ebeleben gibt es für Marksußra für das Jahr 772 und für Ebeleben für das Jahr 1198. Im westlichen Teil der Stadtmitte von Ebeleben stand die mittelalterliche Burg Ebeleben, welche die Herren von Ebeleben besaßen. Diese waren Ministeriale vom Thüringer Landgrafen. 1198 wurde ein Ritter von Ebeleben erwähnt. Später waren die Ebelebener Vasallen der Grafen von Schwarzburg. Unter Apel und Ludolph von Ebeleben teilte man 1372 das Lehen.
Oberlehnsgeber waren nun die Grafen von Schwarzburg und der wettinische Landgraf von Thüringen. Das Amt wurde nun als schriftsässiges Gut zum wettinischen Amt Langensalza gerechnet, welches nach der Leipziger Teilung im Jahr 1485 den Albertinern gehörte. Im Jahr 1544 wurde in Ebeleben die Reformation durch Ritter Hans von Ebeleben eingeführt. Nach der Wittenberger Kapitulation im Jahr 1547 blieb die Oberlehnsherrschaft der Albertiner bestehen, deren Besitz nun zum Kurfürstentum Sachsen erhoben wurde.
1616 verkauften die verschuldeten Ebelebener den Besitz an den Grafen von Schwarzburg-Sondershausen. 1651 starb das Geschlecht der Herren von Ebeleben aus. Das Schloss Ebeleben wurde von den Schwarzburgern ausgebaut und diente zwischen 1651 und 1681 als Residenz der Nebenlinie Schwarzburg-Ebeleben.
Die Oberlehnsherrschaft des Kurfürstentums Sachsen blieb auch nach der Erhebung der Grafschaft Schwarzburg-Sondershausen zur unmittelbaren Reichsgrafschaft im Jahr 1697 erhalten, durch die das Kurfürstentum Sachsen seine landesherrlichen Rechte auf das restliche Schwarzburg-Sondershausen aufgeben musste.
In Folge des Festhaltens am Bündnis mit Napoleon verlor der König von Sachsen einen erheblichen Teil seines Erblande, konnte aber auf dem Wiener Kongress im Jahr 1815 mit Unterstützung Englands und Österreichs die Kerngebiete zwischen Leipzig, Plauen und Zittau als selbständiges Königreich erhalten. Die Gebietsabtretungen an Preußen betrafen u. a. alle unter sächsischer Oberherrschaft stehenden Gebiete in Thüringen, wie das Amt Langensalza. 
In den Folgejahren wurden von der Krone Preußen Staatsverträge mit verschiedenen Thüringischen Fürsten zur Auseinandersetzung der teils arg verwickelten staatsrechtlichen Verhältnisse geschlossen, so am 15. Juni 1816 mit Schwarzburg-Sondershausen, dem gegen Abtretung des Amts Bodungen, der Gerichte Allersberg und Hainröden sowie der Orte  Utlerode und Bruchstedt der Erwerb der vollen Landeshoheit über das Amt Ebeleben mit Billeben, Holzsußra und Marksußra gelang, mit Ausnahme der Amtsexklave Bothenheilingen, die ebenfalls an Preußen fiel und im Oktober 1816 dem Kreis Langensalza im Regierungsbezirk Erfurt der preußischen Provinz Sachsen angegliedert wurde.
1850 wurde Ebeleben Sitz des Verwaltungsbezirks Ebeleben, in dem das Amt Ebeleben aufging.

## Zugehörige Orte
Als die Herrschaft Ebeleben am Ende des 16. Jahrhunderts in den Besitz der  Grafen  von  Schwarzburg  überging,  bestand sie aus folgenden Orten:
- Ebeleben mit dem Schloss Ebeleben
- Billeben
- Holzsußra
- Marksußra
- Bothenheilingen (Exklave)

1651 wurde das Amt erweitert. Folgende Orte wechselten vom Amt Sondershausen und Amt Clingen in das Amt Ebeleben:
- Abtsbessingen (Amt Sondershausen)
- Himmelsberg (Amt Sondershausen)
- Schernberg (Amt Sondershausen)
- Gundersleben (Amt Sondershausen)
- Rockstedt (Amt Sondershausen)
- Greußen (Amt Clingen)
- Rohnstedt (Amt Clingen)
- Großenehrich (Amt Clingen)
- Wenigenehrich (Amt Clingen)

Nach dem Aussterben der Nebenlinie Ebeleben wurden diese Orte wieder ausgegliedert. Diejenigen aus dem Amt Sondershausen bildeten nun das Amt Schernberg, die aus dem  Amt Clingen kehrten in dieses zurück.
Mit Wirkung vom 1. Januar 1817 wurden dem Amt Ebeleben die Orte Rockensußra und Wiedermuth vom Amt Keula zugeschlagen. 1820 kam das Fürstliche Gericht Allmenhausen hinzu.
1835 wurde das Amte Schernberg aufgelöst und sein Gebiet dem Amt Ebeleben zugeordnet (eine gewisse Zeit wurde dann der Name Amt Schernberg-Ebeleben genutzt). Dies waren die Orte:
- Abtsbessingen
- Himmelsberg
- Schernberg
- Gundersleben
- Rockstedt

Zwischen dem 1. April 1847 und dem 1. Juli 1850 gehörten auch die Orte des (in dieser Zeit aufgehobenen) Justizamtes Keula zum Amt Ebeleben.
1850 erfolgte im Fürstentum Schwarzburg-Sondershausen die Trennung der Rechtsprechung von der Verwaltung. Das Amt Ebeleben wurde aufgehoben. Für die Verwaltung war nun der Verwaltungsbezirk Ebeleben, für die Rechtsprechung war nun das Justizamt Ebeleben sowie das Justizamt Keula zuständig.